# Leopold Sacher-Masoch (ojciec)

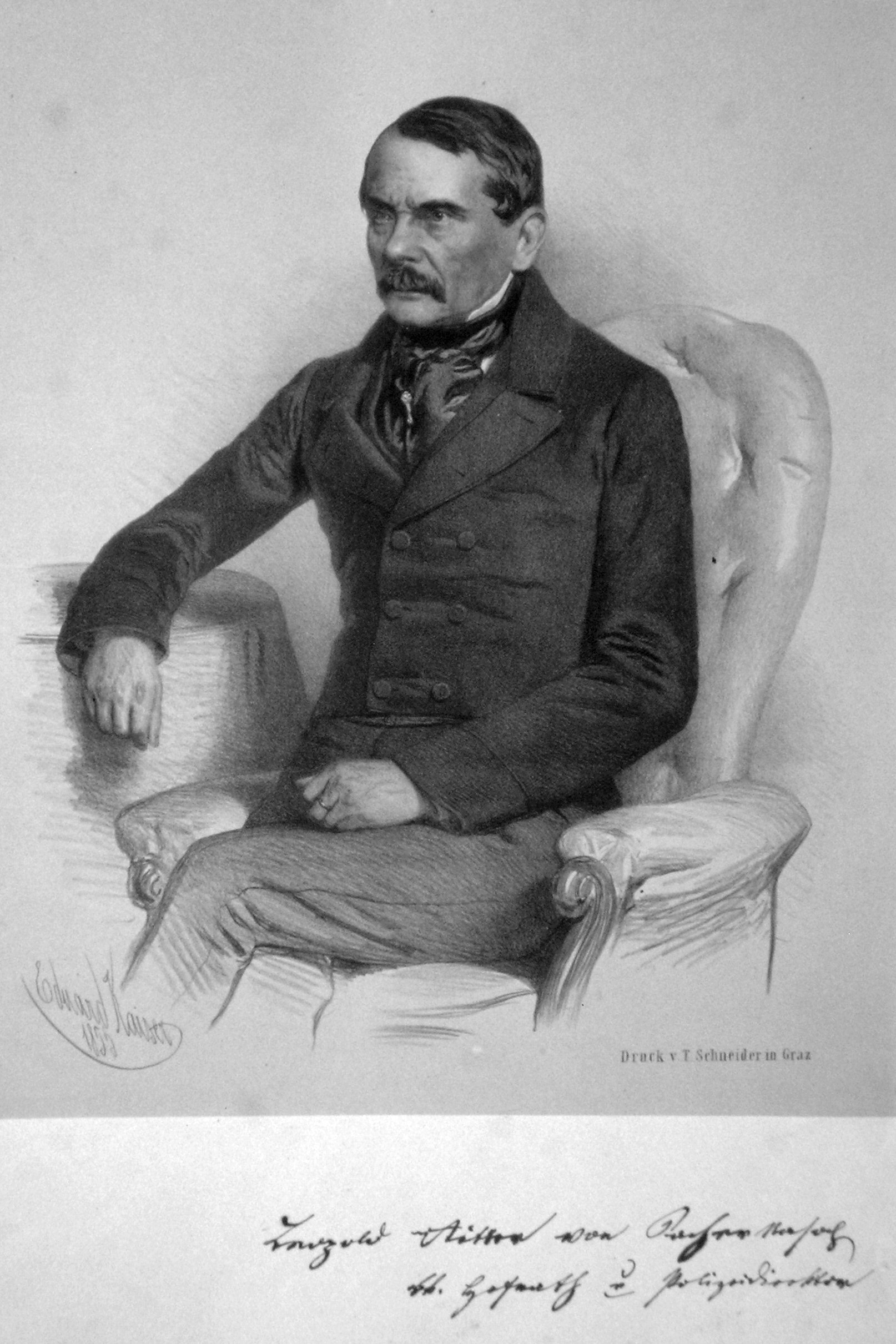
Leopold Sacher-Masoch (ojciec)

Leopold Johann Nepomuk Sacher-Masoch von Kronenthal (ur. 26 grudnia 1797 we Lwowie, zm. 10 września 1874 w Bruck an der Mur) – dyrektor policji we Lwowie w latach 1832–1848.

## Życiorys
Studia odbył na uniwersytecie we Lwowie. Po ich ukończeniu pracował w administracja rządowej w Galicji, był starostą powiatowym w Tarnopolu (1826-1828) i Bochni (1829-1830). Następnie dyrektor policji we Lwowie (1831-1847) potem w Pradze (1848-1854, a później jako radca w Grazu (1854-1856). W 1856 przeszedł w stan spoczynku. W Pradze w 1863 wydał anonimowo książkę pt. "Polnische Revolutionen. Erinnerungen aus Galizien" („Polskie rewolucje. Wspomnienia z Galicji").
Jednocześnie był uznanym i cenionym kolekcjonerem zbiorów przyrodniczych. Już w latach 30. zainspirował go Aleksander Zawadzkí (1798–1868) do zbierania chrząszczy Galicji. Jego zbiory obejmowały także eksponaty geologiczne i paleontologiczne z tego regionu. Po przybyciu do Pragi został w 1848 członkiem towarzystwa historii naturalnej (Naturhistorischen Verein) „Lotos“ a w latach 1849-1854 był jego prezesem. Zaprzyjaźnił się także z Joachimem Barrande i wraz z nim uczestniczył w licznych wycieczkach, poszukując skamielin w okolicach Pragi. Jego bogate zbiory zasiliły drogą darowizn zbiory czeskiego muzeum krajowego a następnie Muzeum Narodowego w Pradze, a także Muzeum Historii Naturalnej w Wiedniu (Naturhistorischen Museums in Wien). Wzbogacił też darowiznami kolekcje Landesmuseums Johanneum w Grazu.
Był członkiem wielu stowarzyszeń naukowych m.in.: Morawsko-Śląskiego Towarzystwa Studiów Regionalnych (mährisch-schlesischen Gesellschaft für Landeskunde), Czeskiego Towarzystwa Ogrodniczego w Pradze (böhmische Gartenbau-Gesellschaft in Prag), Stowarzyszenia Nauk Przyrodniczych Styrii w Grazu (Naturwissenschaftlichen Vereins für Steiermark in Graz), Stowarzyszenia Entomologicznego w Szczecinie (Entomologischen Vereins zu Stettin), Niemieckiego Towarzystwa Geologicznego w Berlinie (Deutschen Geologischen Gesellschaft in Berlin). Członek korespondent cesarskiego Instytutu Geologicznego w Wiedniu i Galicyjskiego Towarzystwa Gospodarskiego (1868-1874).

## Wyróżnienia
Honorowy obywatel miasta Lwowa (6 kwietnia 1846 – za zasługi w zwalczaniu ruchu polskiego) oraz Pragi.

## Rodzina
Był synem Johanna Nepomuka Sachera (1759-1836) przybyłego z Pragi do Galicji urzędnika, dyrektora kopalni soli w Wieliczce (nobilitowanego w 1818). We Lwowie ożenił się ze szlachcianką Karoliną von Masoch (1802–1870), córką profesora i byłego rektora Uniwersytetu Lwowskiego – Franciszka. Ponieważ jedyny męski potomek rodu Masochów zmarł, Leopold przyjął od żony drugą formę nazwiska. Był ojcem pisarza Leopolda Sachera-Masocha.

## Literatura
- Ryszard Sadaj – "Kto był kim w Galicji", Kraków 1993, ISBN 83-7081-089-6
- Matthias Svojtka, Sammler als Wegbereiter naturwissenschaftlicher Erkenntnis –Fallstudien Leopold Johann Nepomuk von Sacher-Masoch (1797-1874) und Karl Eggerth (1861-1888) [abstrakt] in " Berichte der Geologischen Bundesanstalt", Band 45, Wien 2009, s. 40-42, ISSN 1017-8880, wersja elektroniczna